# Putanges-le-Lac
Putanges-le-Lac é uma comuna francesa na região administrativa da Normandia, no departamento de Orne. Estende-se por uma área de 76.91 km². Em 2010 a comuna tinha 2 192 habitantes (densidade: 28,5 hab./km²).
Foi criada em 1 de janeiro de 2016, a partir da fusão das antigas comunas de Chênedouit, La Forêt-Auvray, La Fresnaye-au-Sauvage, Ménil-Jean, Putanges-Pont-Écrepin (sede da comuna), Rabodanges, Les Rotours, Saint-Aubert-sur-Orne e Sainte-Croix-sur-Orne.